# Акропомові
Акропомові (Acropomatidae) — родина окунеподібних риб, яка складається з 8 родів і 33 видів. Вони зустрічаються у всіх помірних і тропічних океанів, як правило, на глибині декількох сотень метрів.
Представники родини, як правило, невеликі, максимум до 40 см, але більшість не більше 15 см. У них є два спинних плавця, перший з 7-10 шипів, а другий з 8-10 м'якими променями. Анальний плавець має два або три шипа, і черевні плавці з п'ятьма м'якими променями.

## Часова лінія родів

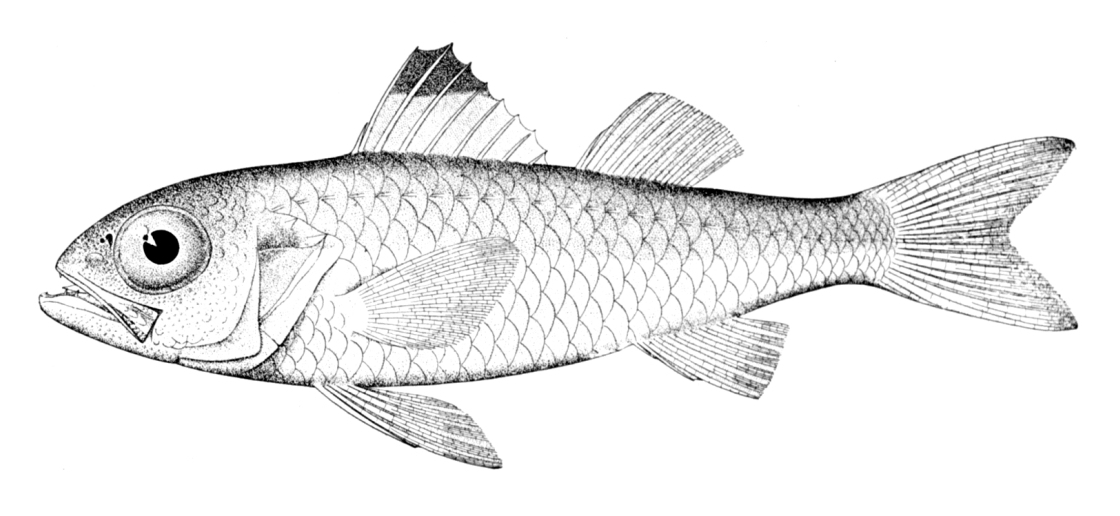
Synagrops bellus